# Szürkéskék szajáka
A szürkéskék szajáka (Thraupis episcopus) a madarak osztályának verébalakúak (Passeriformes) rendjébe és a tangarafélék (Thraupidae) családjába tartozó faj.

## Rendszerezése
A fajt Carl von Linné svéd természettudós írta le 1766-ban, a Tanagra nembe Tanagra Episcopus néven. Sorolják a Tangara nembe Tangara episcopus néven is.

## Alfajai
- Thraupis episcopus berlepschi (Dalmas, 1900)
- Thraupis episcopus caerulea J. T. Zimmer, 1929
- Thraupis episcopus caesitia Wetmore, 1959
- Thraupis episcopus cana (Swainson, 1834)
- Thraupis episcopus coelestis (von Spix, 1825)
- Thraupis episcopus cumatilis Wetmore, 1957
- Thraupis episcopus ehrenreichi (Reichenow, 1915)
- Thraupis episcopus episcopus (Linnaeus, 1766)
- Thraupis episcopus leucoptera (Sclater, 1886)
- Thraupis episcopus major (von Berlepsch & Stolzmann, 1896)
- Thraupis episcopus mediana J. T. Zimmer, 1944
- Thraupis episcopus nesophila Riley, 1912
- Thraupis episcopus quaesita Bangs & Noble, 1918
- Thraupis episcopus urubambae J. T. Zimmer, 1944[1]

## Előfordulása
Mexikó,  Belize, Costa Rica, Guatemala, Honduras, Nicaragua, Panama, Salvador, Bolívia, Brazília, Trinidad és Tobago, valamint Ecuador, Francia Guyana, Guyana, Kolumbia, Peru, Suriname és Venezuela területén honos. 
Természetes élőhelyei a szubtrópusi és trópusi síkvidéki esőerdők, szavannák és cserjések, valamint másodlagos erdők, ültetvények és vidéki kertek. Állandó, nem vonuló faj.

## Megjelenése
Testhossza 16 centiméter, testtömege 27-45 gramm.
|  |

## Természetvédelmi helyzete
Az elterjedési területe rendkívül nagy, egyedszáma pedig növekszik. A Természetvédelmi Világszövetség Vörös listáján nem fenyegetett fajként szerepel.